# Anita Sarkeesian
Anita Sarkeesian (Ontario, 1983) es una comunicadora, crítica cultural, feminista y bloguera canadiense-estadounidense.

## Biografía
Sarkeesian estudió licenciatura en ciencias de la comunicación en la Universidad Estatal de California y realizó su máster en pensamiento social y político en la Universidad de York.
Creó el proyecto «Frecuencia Feminista» (Feminist Frequency en inglés), el cual se mantiene libre de publicidad gracias a los donativos que recibe. Sarkeesian lanzó su sitio web en 2009, mientras estudiaba en la Universidad de York. Ella creó el sitio en un esfuerzo por crear una crítica accesible de los medios desde una perspectiva feminista. En el 2012 inició una campaña en Kickstarter para recolectar seis mil dólares para producir su proyecto "Damisela en apuros: Tropos contra mujeres"; logró sobrepasar su meta y terminó recaudando un total de 158 922 dólares en donaciones. También se ha presentado como conferencista, donde se destacan su conferencia para TEDx.
En el 2014, Sarkeesian ganó el Premio Embajador (Ambassador Award) de los Premios Elegidos por los Desarrolladores de Videojuegos (Game Developers Choice Awards). El 23 de enero de 2015, Feminist Frequency emitió su primer informe anual y anunció que planeaban dos nuevas series de videos que abordaran la representación "positiva" de las mujeres en los videojuegos, así como la "representación de las identidades masculinas en los juegos". En 2015 fue nombrada una de las 100 personas más influyentes por la revista TIME.
El 8 de marzo de 2016, Feminist Frequency lanzó una campaña de micromecenazgo para una serie animada de videos llamada Ordinary Women. La serie esta planeada para ser 5 episodios donde explorará las vidas de mujeres históricas como Ida B. Wells y Emma Goldman. En marzo de 2016, Feminist Frequency comenzó una asociación formal con Crash Override Network, acordando servir como su patrocinador fiscal. Crash Override es un grupo de apoyo para las víctimas de abuso en gran escala en línea formado por los desarrolladores de juegos Zoë Quinn y Alex Lifschitz a raíz del Gamergate.
En junio de 2017, Sarkeesian insultó públicamente al partidario de la campaña de ciberacoso de Gamergate y teórico de la conspiración de extrema derecha Sargon of Akkad, un crítico suyo presente en un panel de discusión en VidCon que fue a intimidarla. Lo llamó "basura humana", debido al acoso hecho por Sargon contra Sarkeesian durante años a través de las redes sociales y YouTube.

## Tropos contra mujeres
Su serie documental «Tropos contra mujeres» trata el rol de la mujer en los medios de comunicación. Su objetivo era mostrar cómo las mujeres siguen siendo representadas en la narrativa de los videojuegos como personajes estereotipados bajo arquetipos como dama en apuros, compañera sexy, o decoración de fondo, entre otros. Los vídeos incluyen:
- Damisela en apuros: documental en tres partes sobre el tropo de la "damisela en apuros" en los videojuegos donde un héroe, y protagonista del juego, debe rescatar a una mujer que no puede salvarse a sí misma, generalmente se trata de una familiar (hermana, hija) o de un interés romántico. Sarkeesian argumenta que este tropo es nocivo porque caracteriza al hombre como "sujeto" (aquel que actúa y es dueño de su propio destino) y a la mujer como "objeto" (aquella sobre la que se actúa), además de implicar que la mujer es débil e indefensa por naturaleza.[17]
- Las mujeres como decoración de fondo: documental en varias partes sobre el uso en videojuegos de mujeres hipersexualizadas como decoración de fondo. Por lo general se trata de prostitutas que en algunos juegos se pueden comprar o matar. Sarkeesian argumenta que este tropo es nocivo porque objetiviza a las mujeres e invita al jugador a violentarlas, lo cual se puede traducir en actitudes violentas contra las mujeres en la vida real.[18]
- El principio de la Pitufina: tropo referente a la tendencia de incluir sólo a una mujer en un elenco enteramente masculino. Aparte de la desigualdad en representación - ya que las mujeres conforman la mitad de la población mundial-, el personaje femenino suele ser un estereotipo de lo "femenino" y el objeto de deseo. Pone los ejemplos de Pitufina en "Los Pitufos", de Miss Piggy en "Los Muppets", de la Princesa Leia en "La guerra de las galaxias" y de Penny en "The Big Bang Theory". Según Sarkeesian, este tropo es nocivo porque sólo ofrece una visión limitada de lo que debe ser una mujer, además de que establece lo masculino como norma y lo femenino como la excepción.[19]
- Sra. Personaje Masculino: se refiere a un personaje que es la variación femenina de uno masculino preexistente. Por ejemplo: Minnie Mouse es la variación femenina de Mickey Mouse, la Mujer Araña la del Hombre Araña, She-ra la de He-man, etc. Según Sarkeesian, este tropo subordina al personaje femenino, ya que sólo existe en relación con su contraparte masculina, además de que, como su atributo principal es su género, no suele tener una personalidad más allá de los estereotipos femeninos como la vanidad.[20]

## Género y publicidad
En Feminist Frequency, Anita Sarkeesian también tiene un par de videos sobre el marketing de género.
- Comerciales de juguetes y cómo aprendemos roles de género: analiza los comerciales que van dirigidos a niños y los que van dirigidos a niñas y compara los valores que venden.[21]
- Lego y género: repasa la evolución de la publicidad de Lego desde la década de los 70 hasta la actualidad. Aquí intenta demostrar que antes los Legos eran unisex, y que luego se comercializaron como un juguete para niños.[22]

## Campaña de ciberacoso
Cuando Sarkeesian comenzó su campaña en Kickstarter para recaudar fondos para su serie de vídeos sobre la "Damisela en apuros", empezó a recibir amenazas por parte de jugadores de videojuegos que se oponían a su proyecto. Estas amenazas contra Sarkeesian degeneraron en una campaña de ciberacoso contra mujeres en todos los rincones de la red.
Sarkeesian es objeto de ciberacoso. En una ocasión tuvo que abandonar su casa y, en otra, se vio obligada a cancelar una conferencia en Utah, ante una amenaza de asesinato. También se dedica a dar conferencias sobre el ciberacoso a las mujeres en línea.

## Recepción y apariciones públicas
Sarkeesian y su trabajo han recibido mucha más atención pública luego del anuncio de "Tropes vs. Women in Video Games" y el acoso al que se enfrentó posteriormente. Estos eventos ayudaron a atraer la atención de los medios a la cuestión del acoso sexual en la cultura de los videojuegos. Se celebraron debates en diversas publicaciones y medios de comunicación, incluidos The New York Times, The Guardian y New Statesman. Soraya Murray identificó a Sarkeesian como un emblema de "una floreciente crítica feminista organizada" de retratos estereotipados y objetivados de mujeres en los videojuegos.
Las amenazas recibidas por una conferencia que iba a dar en la Universidad Estatal de Utah dieron lugar a que haya más atención pública sobre el acoso misógino y violento en Internet, además de a la propiedad de armas de fuego en los campus universitarios. En un editorial, el periódico The Salt Lake Tribune escribió que las amenazas "parecen apoyar el punto de Sarkeesian sobre un vínculo entre algunos videojuegos y las actitudes violentas hacia las mujeres" e hizo un llamado al estado para que permita a las universidades "prohibir las armas de fuego en lugares donde no solo sean inapropiadas, sino que destruyan la misión de una institución de educación superior".
El 29 de octubre de 2014, Sarkeesian fue entrevistada en The Colbert Report donde habló sobre el acoso que sufrió a manos de Gamergate y sus opiniones sobre cómo hacer que los videojuegos sean más inclusivos. Le dijo a Colbert que los videojuegos a menudo retratan a las mujeres de una manera que "refuerza el mito cultural de que las mujeres son objetos sexuales" y que su objetivo no es censurar los videojuegos, sino crear conciencia de cómo se puede retratar a las mujeres de forma más realista y menos estereotipadas.